# エリザベス女王工学賞
エリザベス女王工学賞あるいはクイーンエリザベス工学賞（英語：Queen Elizabeth Prize for Engineering、別称：QEPrize）は、人類にグローバルな恩恵をもたらす画期的な技術革新を担ったエンジニアに報酬を与え、賞賛する世界的な工学賞である。2012年にイギリス女王エリザベス2世即位60周年を記念して制定され、彼女の名において、隔年制で受賞者を発表し、100万ポンドを授与してきた。工学界のノーベル賞とされ、2022年から毎年受賞者選定と受賞者へ賞牌と賞金50万ポンドを授与している。

## 概要
エリザベス女王工学賞は工学的見地から人類に対し著しい貢献をした個人もしくは団体に与えられる。団体は、5人以下の人数制限がある。2011年11月、工学分野のノーベル賞を目指して、デーヴィッド・キャメロン英国首相、ニック・クレッグ副首相、野党のリーダーエド・ミリバンドなど党を超えた議員達によって正式に設立、開始され、2013年3月第1回授賞式が執り行われた。2017年2月現在、BAEシステムズ、BP、グラクソ・スミスクライン、シーメンス、ジャガーランドローバー、タタ・モーターズ、ナショナル・グリッドなどが、日本からはソニー、日産、東芝などの企業が協賛寄贈している。

## 歴代受賞者

### 第1回
2013年3月18日、インターネットとWorld Wide Web、ブラウザを作成した5人のエンジニアへ送られた。
- ロバート・カーン
- ヴィントン・サーフ
- ルイ・プザン
- ティム・バーナーズ＝リー
- マーク・アンドリーセン

### 第2回
2015年2月3日、放出制御型大分子ドラッグデリバリーシステムを開発した生体工学者へ贈られた。
- ロバート・ランガー

### 第3回
2017年2月1日、デジタル映像の画質を大幅に向上させて医療現場での活用を広げた4人の工学者へ送られた。
- エリック・フォッサム（英語版）
- ジョージ・E・スミス
- 寺西信一
- マイケル・フランシス・トンプセット（英語版）

### 第4回
2019年、GPS（グローバル・ポジショニング・システム）開発の功労者である4人の工学者へ送られた。
- ブラッドフォード・パーキンソン
- ジェームス・スピルカー（英語版）
- ヒューゴ・フルハーフ（ドイツ語版）
- リチャード・シュワルツ（ドイツ語版）

### 第5回
2021年、LED照明開発の功労者である5人の工学者へ送られた。
- 赤崎勇
- 中村修二
- ニック・ホロニアック
- ジョージ・クラフォード（英語版）
- ラッセル・デュピュイ

### 第6回
2022年、ネオジム磁石開発（ネオジム-鉄-ボロン（Nd-Fe-B）永久磁石の粉末焼結製法を開発）の功労者として送られた。工学賞審査委員長のジョン・ブラウン卿は「今回の革新技術はポケットの中の携帯電話から海岸の風力発電機に至るまで様々な場所で利用されている」とし、「佐川博士の永久磁石は絶えず人類のために寄与する工学の精髄を具現した」と評価した。
- 佐川眞人

2023年、不動態化エミッタリアセル（PERC）技術による太陽光発電の功労者である4人の工学者へ送られた。
- マーティン・グリーン
- Andrew Blakers
- Aihua Wang
- Jianhua Zhao

### 第7回
2024年、高性能風力原動機の開発功労者である2人の工学者へ送られた。
- Andrew Garrad
- Henrik Stiesdal

### 第8回
2025年、現代の機械学習の開発功労者である7人の情報科学者へ送られた。
- ヨシュア・ベンジオ
- ジェフリー・ヒントン
- ジョン・ホップフィールド
- ヤン・ルカン
- ジェンスン・フアン
- ビル・ダリー
- フェイフェイ・リ